# Tays Reis
Tays Santos dos Reis, mer känd under sitt artistnamn Tays Reis, född 13 januari 1995 i Ilhéus, Bahia, är en brasiliansk sångerska.